# Bootcamp (Strafvollzug)
Als Bootcamp werden umgangssprachlich bestimmte Einrichtungen zum Strafvollzug und zur Um-Erziehung von jugendlichen Straftätern genannt. Der Name wurde von der umgangssprachlichen Bezeichnung für die Orte, an denen die militärische Grundausbildung in den Vereinigten Staaten (Navy, Army und Marines) stattfindet, übernommen. Bootcamps werden nach den disziplinarischen Grundregeln von US-Militäreinheiten geleitet. Ihre Philosophie ähnelt der der Marines: „Willen brechen, um ihn später wieder aufzubauen“.

## Verbreitung
Seit etwa 1991 ist der Begriff Bootcamp als Bezeichnung für ein Lager zur Besserung und Rehabilitation von Straftätern bekannt geworden, insbesondere im Zusammenhang mit straffällig gewordenen Jugendlichen. Bootcamps existieren unter diesem Namen nur in den Vereinigten Staaten und werden sowohl staatlich als auch privat betrieben. Als Alternative zu einer zwei- bis dreijährigen Freiheitsstrafe in einem gewöhnlichen Gefängnis können straffällig Gewordene nach 120 Tagen extremer physischer und psychischer Beanspruchung in einem Bootcamp in die Freiheit gelangen.
In Florida wurden 2006 nach dem Todesfall Martin Lee Anderson alle fünf staatlichen Jugend-Bootcamps geschlossen und ein anderes Jugenderziehungsverfahren eingeführt.
Glen Mills Schools sind keine Bootcamps, sondern eine jugendjustizbezogene, offene Umerziehungs-Einrichtung mit einem streng strukturierten gruppendynamischen Ansatz („Guided Group Interaction“). In Deutschland und in den Niederlanden wurde und wird diese Einrichtung aber immer wieder als Muster herangezogen, weil hier entsprechende „Glen Mills“-Initiativen tätig sind.
In Deutschland gibt es wenige vergleichbare Einrichtungen: Bekannt ist die Jugendhilfeeinrichtung Trainingscamp Lothar Kannenberg in Hessen. Das Camp des ehemaligen Boxers befindet sich im früheren Versuchs- und Lehrbetrieb für Waldarbeit und Forsttechnik in Diemelstadt-Rhoden (Kreis Waldeck-Frankenberg). Der Geschlossene Jugendwerkhof Torgau in einem ehemaligen Gefängnis in der DDR zielte darauf ab, die Jugendlichen zu brechen.
Neben den erwähnten Einrichtungen zum Strafvollzug gibt es ähnliche Einrichtungen für schwererziehbare bzw. verhaltensauffällige Jugendliche, die allein auf Veranlassung der Eltern als Erziehungsmaßnahme genutzt werden.

## Bewertung
Das Konzept der Bootcamps wird in den USA besonders von konservativen Politikern favorisiert, vor allem weil die Kosten des Strafvollzugs für einen Delinquenten verringert werden. Für Bootcamp sind nur Straftäter zugelassen, die kein Verbrechen wie Mord oder Totschlag begangen haben, es kommt z. B. bei Diebstahl, Drogenhandel, Körperverletzungsdelikten oder versuchten Mordes in Frage.
Die Befürworter von Bootcamps gehen davon aus, dass diese Form der Umerziehung den Charakter der Verurteilten entsprechend einer Norm forme, die vor allem bei der Bevölkerung der USA als erstrebenswert erachtet werde: der eines disziplinierten Soldaten. Auf der anderen Seite ist man davon überzeugt, dass ein Gesetzesbrecher nach dieser Tortur nicht mehr straffällig werde.
Vielfach wird von einer niedrigeren Rückfallquote im Vergleich zu anderen Einrichtungen berichtet. Hier gibt es jedoch nach neueren Studien von Camp zu Camp große Unterschiede. So meldet die Kommune Miami-Dade, dass nur 6,6 % aller Insassen rückfällig wurden, während das Camp der Kommune Pinella County mit knapp 90 % eine weit höhere Rückfallquote aufweist.
Mindestens 30 Jugendliche sind seit 1980 in US-Bootcamps zu Tode gekommen. Für das Jahr 2005 gebe es mehr als 1600 dokumentierte Fälle von Kindesmissbrauch in Bootcamps. Hinzu kommen zahllose schwere Verletzungen wie Knochenbrüchen bei den extrem belastenden täglichen Aktivitäten, die die Häftlinge bis an ihre Grenzen strapazieren. Derartige Verletzungen bedeuten den Abbruch des Bootcamps und Überführung in eine normale Haftanstalt, wo die ursprünglich verhängte Haftstrafe angetreten wird. In einem weiteren Fall, in dem der 14-jährige Martin Lee Anderson vor laufender Kamera von sieben Wärtern zu Tode geprügelt wurde und die anwesende Krankenschwester nicht eingriff, haben die Angehörigen eine Klage eingereicht – allerdings erfolglos, da die Staatsanwaltschaft zu dem Ergebnis kam, die Wärter hätten aus Notwehr gehandelt.

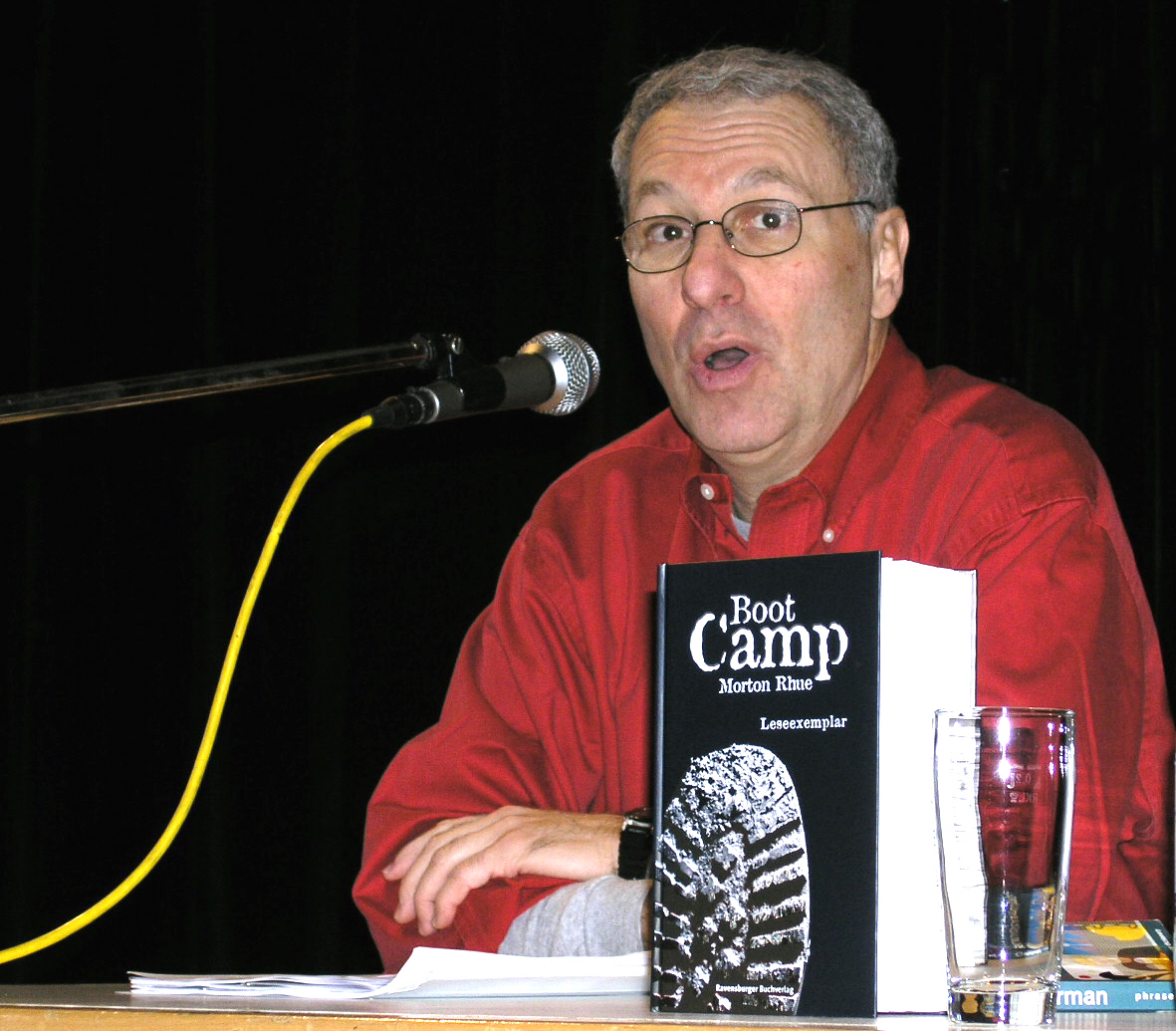
Morton Rhue, Autor des Buches Boot Camp und bekannter Kritiker

Viele Psychologen und Sozialpädagogen stehen den Camps äußerst kritisch gegenüber, weil es in der Regel darum gehe, den Willen eines Menschen zu brechen. Es widerspreche akzeptierten Behandlungsstandards, wenn derartige Methoden bei den unterschiedlichsten Problematiken zum Zuge kommen, z. B. bei Depressionen, auffälligem Verhalten, Aufsässigkeit, Überaktivität, geringem Selbstwertgefühl etc. Die Jugendlichen würden nur abgerichtet werden, was häufig zu Unterwerfungs- und Minderwertigkeitskomplexen führt. Die gleichen Methoden würden beispielsweise bei der Ausbildung von Elite-Kampftruppen eingesetzt, um den bedingungslosen Gehorsam zu trainieren; damit sei das Ergebnis einer solchen Erziehung eher für den Krieg als für ein Zivilleben geeignet.
Vor allem aber werden Bootcamps von Menschenrechtsschützern abgelehnt. In Bootcamps seien seelische Misshandlungen Teil des Programms. Auch körperliche Misshandlungen seien dokumentiert, obwohl in der Regel das Personal entsprechend den Vorgaben die Insassen nicht von sich aus berühren dürfe. Die ständigen Beleidigungen, Demütigungen und der Druck, in kürzester Zeit ohne Rücksicht auf Verletzungen Aufgaben erledigen zu müssen, die nie zur Zufriedenheit erfüllt werden können, verstießen gegen allgemein anerkannte Menschenrechte.